# Finnøy (île)
Finnøy est une  île habitée de la commune de Stavanger, dans le comté de Rogaland en Norvège, dans la mer du Nord.

## Description
L'île de 25 km2 est située sur le côté sud du Boknafjord, à environ 20 kilomètres au nord-est de la ville de Stavanger. La plus grande zone urbaine de l'île est le village de Judaberg, situé sur la rive est de l'île. Le village de Hesby (en), sur la côte ouest, est un siège historique du pouvoir datant du Moyen Âge. Hesby est également le site de Hesby église (en) qui remonte à environ l'an 1100 apr. J.-C. Avant 2020, l'île faisait partie de la municipalité de Finnøy.
L'île de Finnøy est reliée au continent par une série de ponts et de tunnels sous-marins. Le Finnøy Tunnel (en) relie Finnøy à l'île voisine de Rennesøy et à l'île voisine de Talgje. Finnøy a également des liaisons régulières en ferry vers la plupart des îles qui l'entourent comme Ombo, Sjernarøyane, Halsnøya et Fogn.

## Galerie

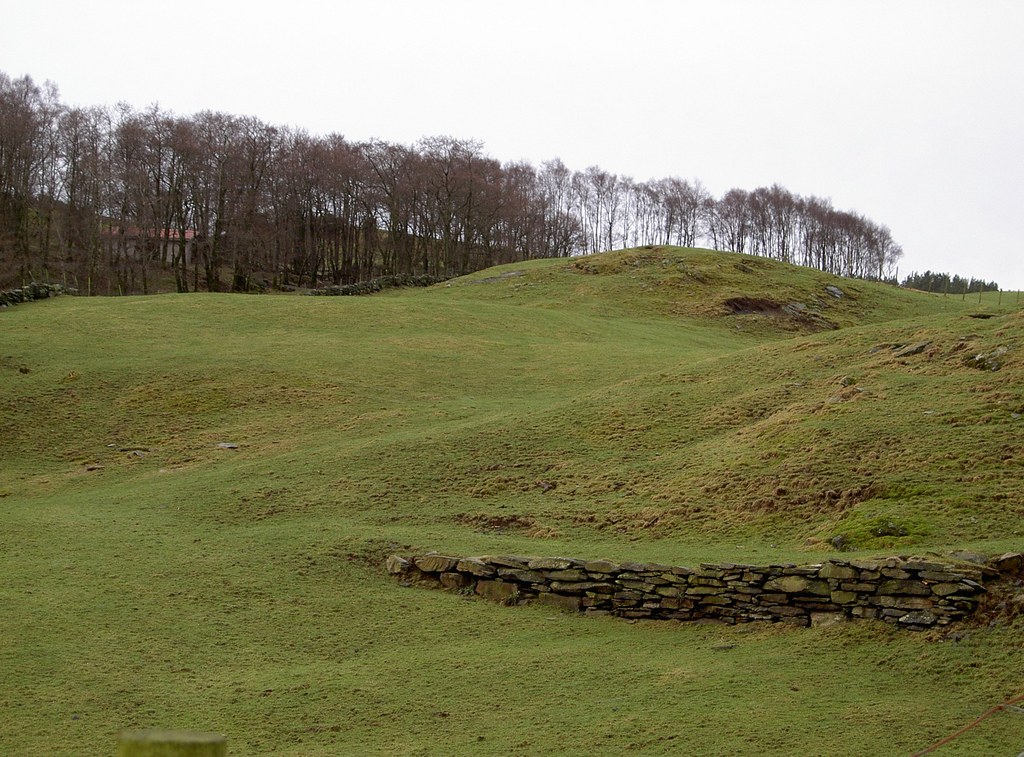
Paysage sur Finnøy.
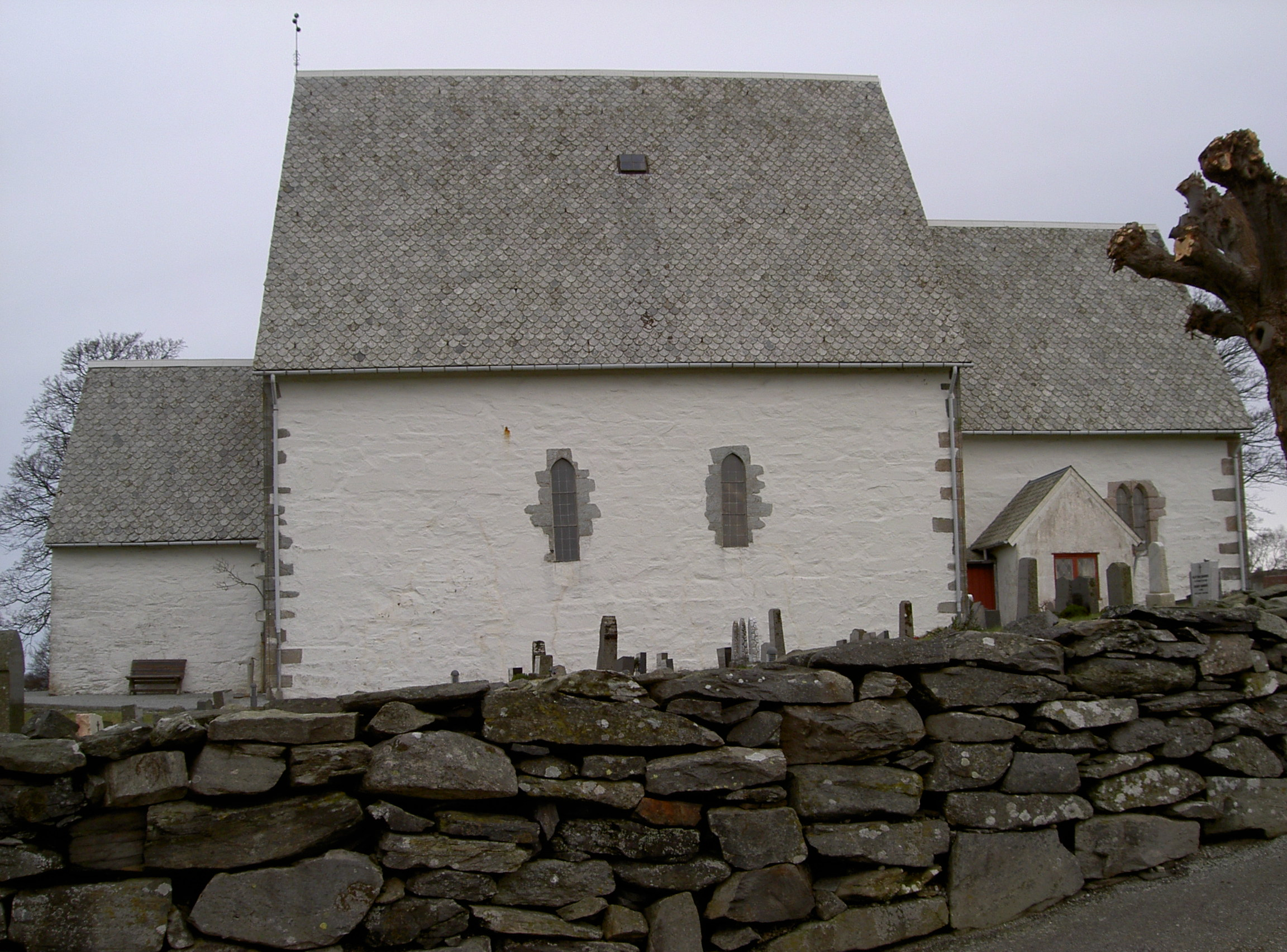
Église d'Hesby.